# Скална текстура
Текстурата е съвкупността от особеностите на скалите, показващи начина, по който съставящите компоненти запълват пространството в тях, разположението на минералите, ориентацията им в структурата, относителното им местоположение и съотношението между тях. Тя определя външния вид на скалите.
Текстурата на скалите зависи от особеностите на кристализацията – процесите на охлаждане на стопилката до нейното застиване и влиянието на външните въздействия по време на кристализация и след нейното приключване. Тя дава информация за последователността на отлагане на парагенезите (общи находища на групи минерали, образувани при едни и същи условия), броя на стадиите, етапите и фазите на минералообразуване.
Текстурата и структурата на скалите зависят от техния произход. Според този критерий скалите се разделят на магмени, седиментни и метаморфни. Те се различават по химичен и минерален състав, както и по условията на формирането им. Всеки от тези три вида има свои собствени текстурни характеристики.

## Разлика между структура и текстура
Структурата на скалите характеризира степента на тяхната кристализация в зависимост от размера и формата на съставящите ги минерални зърна, както и връзката им помежду си.
Терминът „текстура“ в геологията има различно значение в западната и руската литература. В американската, английската и отчасти във френската, под текстура се разбира онова, което в руската означава структура и обратно. Немските и част от френските геолози употребяват термина със значението, прието в руската теория.

## Видове
Минералите и минералните агрегати (свързаните заедно минерални зърна или колоидни частици) могат да бъдат или нерегулирани и хомогенно разпределени в скалата без посока, или, поради нехомогенност, могат да образуват плоски или линейни структури, например ивици, слоеве, мрежи и други. В първия случай текстурата на скалите се нарича еднородна (хомогенна), а във втория – нееднородна (хетерогенна). Когато минералите са разпръснати в скалата без никакъв ред, се получава масивна текстура, която е характерна както за магмени, така и за метаморфни и утаечни скали, като последните имат най-често слоеста текстура. Някои текстури се срещат както в два, така и в три вида скали – например магмени и метаморфни, седиментни и магмени, или и в трите вида заедно.
Текстурите на утаечните и вулканични скали се делят на повърхностни, присъщи на повърхностните напластявания и обемни (вътрешни), касаещи целия обем на скалата. Примери за повърхностни текстури се виждат при скалите от застиналата лава пахоехе, в пукнатини и др. След затрупване, под следващия слой утайка, те могат да преминат в части от обемната текстура с вълнообразно или косо наслояване.
При непълно заместване на първичните скали с минерали, в резултат на избирателна метасоматоза, се получават реликтови текстури. Те се виждат най-добре при микроскопски наблюдения. Типична е слоистата текстура, при която се наблюдава заместване само на някои пластове в седиментните скали. Текстурите на скали и руди, които са претърпели повърхностни промени, обикновено са много сложни. От една страна, в тях частично се запазват реликтови текстури, съществували преди началото на промяната. В същото време се появяват вторични текстури, възникващи под влияние на повърхностни промени. Те включват на първо място текстури, получени при химична и механична трансформация – пукнатинни, порести, кавернозни, скелетни, фрагментарни, прахообразни, реликтови.
При текстурите, получени при метасоматично заместване, границите на новообразуваните и подменени агрегати са неравномерни, криволичещи. В масата на новообразуваните агрегати се наблюдават реликти – зони от гостоприемни скали, които са останали незаменени. Освен това скалата често наследява основната текстура на заменения субстрат.

### Според разпределението на минералните агрегати
- Хомогенни – Равномерно разпределени минерали, които имат еднакви текстури.[7]
- Хетерогенни – Неравномерно разпръснати минерали и скали. Например мигматитът представлява смес от магмени и метаморфни скали.[7]

### Според едрината на съставящите ги зърна
- Едрозърнеста – Текстура на скала, изградена от едрозърнест материал.[10]
- Среднозърнеста – Текстура на скала, изградена от зърна със среден размер.[10]
- Дребнозърнеста (финозърнеста) – Текстура на скала, изградена от дребнозърнест материал.[10]

Освен това текстурата може да бъде:
- Макротекстура – Ако текстурата се вижда с просто око.[2]
- Микротекстура – Ако текстурата се вижда само под микроскоп.[2]

### Според начина на запълване на пространството
- Плътна – Получава се когато пространството на скалата е изцяло запълнена с минерали, в това число и с вулканично стъкло. Това е най-често срещаната текстура при магмените и метаморфни скали.[8]
- Пореста (шуплеста) – Получава се когато минералите не запълват изцяло пространството на скалата и между тях остават празнини.[8] Съществуват многобройни кухини, които са възникнали в резултат на дегазиране на магмата при излизането ѝ на повърхността, а съотношението кухини – плътна маса може да е доста голямо. Така например в пемзата порьозността може да достигне 80%.[5] Степента на порьозност или нейното отсъствие в плътните скали се определя от поглъщането на водата от скалата, от обемното ѝ тегло и нейната ронливост. Порестите текстури са по-характерни за ефузивните и утаечните скали.[8]
- Кавернозна – Разновидност на порестата текстура, при която скалата е прорязана от големи кухини, достигащи до няколко десетки сантиметра, възникнали в резултат на излужване.[9]

## Магмени скали
Текстурата на магмените скали е отражение на динамиката на движението на магмата и лавата и интензивността на физикохимичното им взаимодействие с вместващите скали. Произходът на текстурата на тези скали може да бъде ендогенен или екзогенен. Ендогенни текстури се получават по време на кристализацията на магмата, а екзогенните – под въздействие на външни фактори, след като лавата вече е на повърхността. Някои от видовете текстури на магмените скали:
- Брекчозна (брекчиевидна) – Характеризира се със запълване на късове от руди или вместващи скали с минерални агрегати от по-късен етап. Морфоложки се различава от брекчозната по формата на късовете, които не са остроъгълни, а закръглени в резултат на лека корозия на циментиращото вещество. Резултат е от изменение на условията на кристализация на магмената стопилка. Характерна е за скали от хидротермални находища.[7][11]
- Впръсната – Характеризира се с наличието на разположени в скалите впръслеци от минерали или агрегати, които не се допират помежду си. Размерът им не надминава 1 см, а количеството им в скалата е не повече от 5%. Могат да бъдат впръснати равномерно или неравномерно, както и да са прикрепени към пукнатини, перпендикулярно на наслояването на вместващите скали. Много близка е до петнистата текстура, от която се отличава с по-голямо количество и по-едри размери на впръслеците. Важна особеност и на двете текстури е, че както впръслеците, така и минералите на основната маса са изкристализирали от един и същ разтвор. Характерна е за скали с метасоматичен произход и такива от хидротермални находища.[11]
- Гребеновидна – Отделните минерални ивици са представени от удължени кристали, на които дългата ос е перпендикулярна на стената на пукнатината. Разновидност е на симетрично-ивичестата текстура. Характерна е за скали от хидротермални находища.[11]
- Директивна – При нея се наблюдава наличието на субпаралелно ориентирани зърна с плоска или продълговата форма.[5] Минералите са подредени в определена посока, следваща потока на магмата по време на кристализация. Скалите могат да бъдат хомогенни или лентови, а минералният състав и структурата на лентите обикновено са различни.[12]
- Криогенна – Наблюдава се в замръзнали диспергирани скали. Зависи от наличието, размера, формата и местоположението на ледените шлири в тях. Различават се 3 вида – масивни, при които частиците от скали са споени и циментирани с лед, слоести и мрежести. Всеки тип се подразделя на редица други варианти.[13]
- Линейна – Проявява се в линейната ориентация в пространството на призматични или игловидни минерали, разположени взаимно успоредно.[8]
- Масивна (еднородна) – Наблюдава се при скали, които се образуват бавно и спокойно – в метасоматични скали, в дълбоки зони на метаморфизъм и при високо литостатично налягане (налягането от теглото на скалите, лежащи отгоре). В магмените скали се образува в условия на спокойна кристализация и липса на движение. Характеризира се с това, че във всяка част на скалата зърната на минералите са равномерно разпределени, без никаква ориентация. Хомогенните или масивни текстури са най-разпространени в интрузивните скали.[4][8] Такива са сиенит, гранит, дунит, габро и други.[5] Обикновено това е текстурата на магмените скали, на някои метаморфни и рядко на седиментни скали.[4][8][10] Характерна е за скали от хидротермални находища.[11]
- Мехурчеста – Дължи се на наличието на незапълнени кухини в скалите, които са били заети от газови мехурчета. Образувани са при процеса на отделяне на летливите компоненти от магмата по време на вулканично изригване. Обемът на мехурчетата в скалата, тяхната форма и размер са свързани със състава както на магмата, така и на флуидната фаза. Освен това зависят от местоположението на скалата в една или друга част от вулканичното тяло, понякога значително различаващи се по начина на охлаждане и отделяне на летливите вещества.[8]
- Миаролитова – Характерна е за скалите на голяма дълбочина, в които има малки, неправилни, ъгловати пори или малки кухини, пълни с продукти от кристализацията на остатъчни стопилки. Възниква в резултат на намаляване на обема по време на кристализацията на скалата.[14]
- Нодуларна (бобова, възлова) – Характеризира се с обособяване на минерални агрегати със сферична или елипсовидна форма сред по-рано образувани скали с полуизгладени форми. Нодулите (застинали капчици) са разположени или на ивици, или безпорядъчно и могат да имат сложен строеж – централната им част понякога се състои от други минерали. Диаметърът им варира от 5 до 15 мм. Както основната маса, така и нодулите имат зърнеста структура.[10][11]
- Псевдослоиста – В интрузивните скали се редуват слоеве от богати и бедни на минерали зони. Те са ориентирани успоредно един на друг и често са стабилни като мощност и дължина. Появата им се обяснява с различните моменти и начин на кристализация, както и от гравитационното разслояване на стопилката.[9]
- Сферична (сфероидна, орбикуларна, концентрична) – Широко разпространена е в ефузивните скали и особено характерна за пилоу лавите.[8] Минералите са разположени концентрично спрямо центровете на кристализация.[10] Това разположение зависи от разпределението на мехурчетата в скалата и промяната на техния брой и размер. Зависи също и от лекото увеличение на размерите на зърната от периферията към центъра на сферичките. Пролуките между тях са запълнени с малки, понякога подобни на черупки фрагменти от базалтово вулканично стъкло – хиалокластит или палагонит. Могат да бъдат запълнени още с утаечни, най-често силикатни, а понякога глинести или карбонатни материали. Често се наблюдават радиални пукнатини.[8] Характерна е за скали от хидротермални находища.[11]
- Трахитоидна – Свързана е със субпаралелното подреждане на плоски или сплескано-призматични фелдшпатови кристали в скалата. Образува се при кристализацията на стопилката по време на движение.[8]
- Шлакова (шуплеста) – При нея скалата съдържа празнини, понякога микроскопични, които са образувани при дегазацията на лавата. Характерна е за ефузивните скали.[4]
- Шлирова (такситова) – Хетерогенна текстура, представляваща струпване на отделни скалообразуващи минерали (шлири), които се различават по минерален състав от останалата скална маса. Те формират ивици, слоеве или неправилни сферични форми. Образуват се при промяна във физикохимичните условия на кристализация на магмата – разлики в температурния градиент в отделни скални зони, колебания в налягането, включително в налягането на флуида, дифузията на веществата в газово-течна среда и наличието на преработени ксенолити (фрагменти от околните скали, обхванати от магмата на различни дълбочини).[4][8]

## Седиментни скали
При утаечните скали се наблюдават два етапа на скалообразуване и съответстващи към тях текстури:
- Първична (сингенетична) текстура – Проявява се при първични скали, възникнали по време на периода на утаяване, при които най-често се среща слоестата текстура. Същото се отнася и за все още невтвърдените, пластични утайки, например при подводни свлачища. Първичната текстура може да бъде:[2]

– Абиогенна – Скалите са образувани под въздействието на механични фактори. Възниква в резултат на периодично отлагане на пластичен материал или загуба на химични компоненти, в резултат на неравномерната динамика на водната или въздушната среда.
 – Биогенна – Скалите се формират под влиянието на дейността на живи организми. Наблюдава се при скали, чийто произход е свързан с жизнената активност на различни организми или растения по време на образуването на утайки.
- Вторична (епигенетична) текстура – Проявява се при вторични скали, образувани в стадия на превръщането на утайките в скали, а също и при следващи промени – диагенеза, катагенеза и начален стадий на метаформизъм.[2]

Текстурата в седиментните скали може да бъде още неориентирана и ориентирана (микрослоеста). Освен това може да бъде:
- Геодна – Образува се при нарастването на кристални агрегати от периферията към средата на кухини. Геодите са кухи в центъра си сферовидни или яйцевидни образувания. Размерите им са от 1,5 см до метър и повече, а дебелината на стените – от 2 – 3 милиметра до няколко сантиметра и по изключение се измерват в дециметри. Често са запълнени с материал, различен от този на стените. Наличието на кухина отличава геодната текстура от конкреционната.[11]
- Кокардова – Разновидност на брекчовата текстура. Образува се чрез многослойно отлагане на различни минерали около късове от вместващите скали с различни размери, конфигурация и мощност. Протича процес на крустификация за всеки къс поотделно, а количеството на отделните слоеве рядко достига повече от 10. Понякога се развиват няколко зони с различен състав и структура, обграждащи не само отделни фрагменти, но и цели групи. Промяната в състава им от повърхността на фрагмента към периферията показва промяна в състава на флуидите с развитието на процеса на образуване на скалите. Текстурата възниква в случаите, когато пукнатините частично са запълнени с отломки. Например – натрошени неправилни пиритни късове, по периферията на които е образуван сфалерит, споени общо от силикатна маса. Характерната структура на минералните агрегати е зърнеста и понякога метаколоидна. В България се среща в Родопските полиметални оловно-цинкови находища. Характерна е за скали от хидротермални находища.[9][11]
- Коломорфна – Представлява сложни агрегати, изградени от множество успоредни ивици, криволичещи или образуващи закръглени образувания. Разположени са в открити кухини, по стените на пукнатини, или по повърхността на други, предварително отложени агрегати. Отделните ивици могат да се състоят от един или няколко минерала. Текстурата е индикатор за отлагане на минерали от колоидни разтвори, за което свидетелствува и наличието на радиални пукнатини. Текстурите, характеризиращи такива коломорфни агрегати, имат различни наименования – бъбрековидни, гребеновидни, кълбовидни и други. Характерни са за скали от хидротермални находища.[1][9][11]
- Конгломератна – Наблюдават се закръглени минерални късове, циментирани от руден или неруден материал. Образува се при размиване и повторно утаяване на някои материали.[11] Характерна е за скали, които са претърпели значителни физически и химически промени. Такава текстура често имат онези минерални агрегати, които са устойчиви на химическо разграждане. Натрупвайки се в определени зони на изветрителната кора или области на окисляване, те образуват така наречените ронливи агрегати, състоящи се от голям брой дребни зърна и фрагменти от първични руди – кварц, барит, пирит и др.[9] Текстурата е широко разпространена в разсипните находища на злато и платина. Среща се в седиментогенни находища, където част от минералите и рудите са размити и преотложени.[11]
- Конкреционна – При нея се наблюдават сферовидни, по-рядко елипсовидни образувания, възникнали чрез нарастване от центъра към периферията. Големината на конкрециите варира от няколко милиметра до повече от метър в диаметър. Понякога в средата се срещат различни остатъци от скали – песъчинки, глинеста маса и други, а понякога, макар и по-рядко те могат да са кухи. Конкрециите винаги нарастват от центъра навън и се циментират. В редки случаи вътре могат да се наблюдават две или повече ядра, възникнали вероятно в резултат на размиване на по-стари конкреции. Образувани са от колоидни разтвори в екзогенни условия. Понякога конкрециите представляват свити колоидни вещества с характерни концентрични и радиални дехидратационни пукнатини. Повърхността им може да бъде неравна, гладка, или дори полирана. Формират се в процеса на отлагане при нискотемпературни условия и нормално налягане, при разрушаване на скалите и изветряне, при утаяване в езерни, блатни и крайбрежни морски условия.[7][11]
- Оолитова – Разновидност на коломорфната текстура. Образува се в резултат на отлагането на минерална материя от колоидни разтвори чрез коагулация.[9] Характеризира се с наличието на сферични или овални образувания, циментирани от минерално вещество. Ако размерът им достига до 2 мм в диаметър се наричат оолити, а по-големите от 2 мм – пизолити. В центъра на всеки оолит се намира някакво минерално зърно, растителни или животински остатъци, около които става нарастването на отделните слоеве. Центърът може да е руден, минерален, пясъчно-глинест, глинест, карбонатен и други.[11] Скалите, образувани от голямо натрупване на оолити, плътно притиснати един към друг, често се циментират от пясъчно-глинести или глинесто-карбонатни материали. Обикновено се образуват в движеща се водна среда, например в крайбрежно-морски условия, където има движение напред и назад и на най-малките частици от кластичния материал. Оолитовата текстура е най-характерна за утаените руди на желязо, манган и алуминий.[9] Според някои автори това е структура, а не текстура.[11]
- Органогенна – Характеризира се със заместване на части от флората или фауната с минерално вещество, при утаяване и диагенеза. Наблюдават се включвания на фосилизирани останки от черупки и други органични частици.[11]
- Прожилкова (щокверкова) – Образува се при запълване на тънки, стари пукнатини в минералните агрегати с дебелина, варираща от милиметър до 2 см и много рядко до 10 см.[7] Произходът ѝ се обяснява с многократното възобновяване на тектонските движения, придружени от отлагане на хидротермални минерали. Взаимното пресичане на прожилки с различен минерален състав често показва поетапния характер на процеса на скалообразуване. Много характерна за хидротермалните отлагания е пространствената комбинация от два вида текстури – прожилкова, чиито запълнени празнини се пресичат от текстури с метасоматично заместване. Скалите с подобна структура се наричат щокверкови.[9] В зависимост от вида на пукнатините се образуват нишковидна, бримчеста, решетъчна (по дължината на кристалографските направления) и графична текстура (при прорастване на два различни по време на образуване минерала). Съответно, нейни разновидности са мрежеста, графична и субграфична микротекстури. Характерни са за полиметалните находища.[11]
- Решетеста – Разновидност на прожилковата текстура. Характеризира се с разположението на минерали и други компоненти под формата на решетка. Терминът се прилага нееднозначно. Някои учени обозначават с него текстурата на карбонатни скали, състояща се от едри зърна калцит, включващи и най-дребните зрънца доломит, различно ориентирани едно спрямо друго. Други учени ползват термина за кристалнозърнест гипс, в който се образува паралелно-влакнест гипс, разположен по продължение на малки, пресичащи се пукнатини. Понякога решетката може да е съставена от глинести материали. В глините такава текстура може да бъде обусловена от нееднородно ориентирани, удължени минерални компоненти, която възниква по време на отлагането. Друга причина може да е периодичното изсушаване на глинестите утайки, последвано от запълване на пукнатини с нов глинен материал с различна ориентация на частиците.[17]
- Слоеста – Изразява се в редуването на слоеве, различни по минерален състав, размер и разположение на частиците, твърдост, порьозност, цвят и други характеристики. Понякога частиците са много тънки и остри. Слоевете може да са коси, хоризонтални или вълнообразни. При рудните находища често се среща редуване на скални и рудни пластове.[7][8][10] Това е най-често срещаната текстура при седиментните скали. Съществуват голям брой както морфологични, така и генетични класификации на слоестите текстури. За метаморфните скали такава текстура е реликтова. Тя е един от най-важните диагностични признаци на утаечните скали, което се дължи на неравномерното отлагане на материалите, образуването на повърхностни отлагания и протичането на ерозионни процеси.[11][18]
- Сталактитова – Наблюдава се при руди или скали, в които се образуват продълговати агломератни минерални агрегати, при които веществата се натрупва от горе надолу строго вертикално. Удължените висящи минерални агрегати се наричат сталактити.[7]

## Метаморфни скали
Повечето метаморфни скали се характеризират с шистова или лентова текстура, поради паралелното подреждане на минералите. В структурата им има ясно изразена посока – линейна или напластена. Понякога, когато метаморфизмът е в началния си стадий, може да се запази текстурата на изходната скала.
- Гнайсовидна – Изразява се в паралелната ориентация на някои минерали в слоести скали – редуване на ленти и лещи от различни минерални съставки и структури. Възниква там, където твърдите минерали се раздробяват и циментират от пластични минерали. Създава се по време на кристализацията на магмата под въздействието на едностранно налягане върху интрузивни скали с паралелно разположение предимно на мафични минерали (с високо съдържание на магнезий и желязо). Характерна е за шистови скали, гнайси, мигматити, амфиболити.[1][8][19]
- Гънкова (нагъната) – Характеризира се с наличието на дребни гънки в първичната слоистост, които могат да бъдат различно ориентирани. Най-често се среща в метаморфозирани железни руди.[11]
- Друзова – Характеризира се с наличието на добре изкристализирали минерали, разположени по стените на празнини.[11] Кристалите често са разположени симетрично един спрямо друг, в централните части на уширенията при мощни хидротермални тела.[9] Срещат се често в родопските оловно-цинкови находища. Характерна е за скали с метасоматичен произход и от хидротермални находища.[11]
- Катакластична – Текстурата на скали, образувани в разломни зони. Представляват натрошени скални отломки, споени с по-дребни късчета от същия вид скала. Когато частиците са със сравнително големи размери, скалата се нарича катаклазит. При по-дребни частици, скалите преминават в милонити, а при още по-фини – във филонити. Филонитите имат хомогенен вид и всички частици са смлени до състояние на скално брашно, тъй като са участвали в процесите при разломни зони и зони на триене.[20]
- Коркова – Характерна е за отлагания на супергенни минерали (променени при изветряването на скалите в атмосферни условия) под формата на корички с различна дебелина, по стените на пукнатини и празнини в скали и руди. Например малахит, гьотит, псиломелан, смитсонит, хризокола, опал, калцит и други.[7] Текстурата характеризира пространственото разположение и разпределението на минералните агрегати, отложени по повърхността на фрагменти от първични скали, или облицоващи стените на големи излужени празнини. Такива агрегати обикновено имат малка дебелина, зонална или лентова вътрешна структура и често колоиден произход. Външната повърхност на коричките често има грудковидна или бъбрековидна форма, а вътрешната, която е в контакт със субстрата, повтаря формата на фрагмента или кухината, в която е отложено минерално вещество.[9] Корковата текстура е типична за зоната на окисляване.[7]
- Лентова – Характеризира се с редуването на тесни, паралелни слоеве, различаващи се по минерален състав. Може да се образува по дължината на изходните скали със същата текстура. Възможно е да възникне и поради метаморфна диференциация вследствие преразпределението на веществата.[8]
- Мрежеста – Характерна е за първичните скалите, които са плътно проникнати от прожилки на вторични минерали. Микроскопските изследвания показват неравномерни, нагънати граници между реликтовите и заместващи минерали. Самите прожилки имат хетерогенна, често зонална структура. Разновидност на мрежестата текстура е контурната. Тя се различава от мрежестата с меандриращите, гладко извити очертания на минералните агрегати с вторичен характер. Двете разновидности са характерни и за горната, и за дълбоката зона на изветрящата кора, както и за зоната на окисляване.[9]
- Скелетна (клетъчна) – Образува се при заместване на вътрешните части на минералните агрегати или на идиоморфните кристали на първичния минерал с минерали от по-късен стадий на минерализация.[11] При това от заместваните кристали и минерални агрегати остават тесни ивици или скелети. Създават се нови агрегати с рамко-пореста структура. Циментирането на праволинейни пукнатини, пресичащи се под прав ъгъл, води до появата на рамка с прави равномерни прегради, а текстурата се нарича скелетно-решетеста. Циментирането на криволинейни пукнатини води до появата на съответна гъбеста рамка и тази текстура се нарича скелетно-гъбеста. Според формата на рамката, големината на клетките и тяхното положение в пространството, може да се уточни състава на съществуващите по-рано минерални маси.[9] Характерна е за скали с метасоматичен произход.[11]
- Шистова (шистозна, паралелна) – Характерна е за огромно мнозинство от метаморфните скали – кристалинните шисти. Изразява се в паралелното подреждане на продълговати минерални агрегати, които лежат в успоредни равнини или повърхности. Скалата изглежда като наслоена, минералите в нея са равномерно разпределени и кристалите им растат в най-благоприятната за развитие посока, т.е. перпендикулярно на посоката на налягането. Отличава се със способността на рудите и минералите да се цепят на по-дебели или по-тънки плочки. Формира се под влияние на насочено налягане. Някои възникват по време на механични деформации, а други, като кристалинните шисти – по време на прекристализация. Пример – филити, шисти, биотити, слюди, хлорити и други.[3][7][8][10]

## Текстура, срещаща се при магмени, седментни и метаморфни скали
- Брекчова – Морфоложки се различава от брекчозната по формата на късовете, които не са закръглени, а остроъгълни. Имат различно ориентиране, а размерите им са от микроскопични до няколко десетки сантиметра. Среща се в седиментогенни находища, където част от минералите и рудите са размити и преотложени. Характерна е за всички видове скали – магмени, седиментни и метаморфни.[7][11]
- Друзова – Наблюдава се наличие на добре изкристализирали минерали по стените на празнини. Срещат се често в родопските оловно-цинкови находища.[11]
- Жилна – Скалните образувания са във вид на жили и между тях и вместващите скали има резки граници. Възниква при неедновременна кристализация на магмената стопилка в последните стадии на застиване. Може да се образува и при процеса на диагенеза, при който минералите проникват по пукнатините на изсъхване и цепителност. Характерна е за хидротермални находища със силно проявена вътрешна тектоника, за магмени и седиментни скали.[11]
- Ивичеста – Разновидност на шлировата текстура. При нея светлите салични и тъмните фемични минерали се наслагват и редуват в тънки ивици с различен минерален състав.[4][10] Възниква в резултат на едностранно ориентирано налягане. Образуването на такава текстура в интрузивните скали може да бъде свързано с гравитационната диференциация или с процесите на ликвация, предшестващи кристализацията.[8][11] При гравитационната диференциация по-тежките минерали, свързани с базичните компоненти на магмата се отделят в ниските части на магменото огнище. По-леките, свързани с киселите компоненти, се концентрират във високите части на магмената камера и могат да мигрират. При ликвацията магмената стопилка се разслоява на две несмесими съставки – обикновено сулфидна и силикатна. Възможно е сулфидната стопилка също да се разслои на няколко пласта с различен състав. Тогава в нея могат да се отделят пиротин, пентландит, платина, магнетит и илменит.[21] Характерна е за магмени и метаморфни скали и за такива от хидротермални находища.[11]
- Коровидна – Характеризира се с развитие на кора от окислени минерали, напластени върху по-стара скала. Възниква при ниска температура и налягане и при повишено съдържание на кислород. Например при окисляване на сидеритови руди с отлагане на лимонитови кори по повърхността им.[11]
- Корозионна – Характеризира се със срастването на два различни минерални агрегата, образувани по различно време. Поради корозионни явления по-новият заменя по-стария. Процесът протича по дължината на пукнатините на разцепване, раздробяване, напластяване, или по границите на зърната и агрегатите.[7]
- Крустификационна – Характеризира се с наличието на ивици от минерали, отлагани в празнини, редуващи се от периферията към центъра. Ивиците са успоредни както помежду си, така и на стените на кухината и имат еднаква мощност. Всяка следваща ивица повтаря очертанията на стените на пукнатината или на предходно отложения минерален агрегат, като понякога в центъра остава незапълнено пространство с лещообразна форма. Ивиците могат да бъдат изградени от един или различни видове минерални агрегати. Когато минералът е само един, ивиците се различават единствено по цвят и структура – дребно, средно, едрозърнести, гребеновидни и т.н. Нейна разновидност е симетрично-крустификационната текстура. Тя се образува при запълване на открити пукнатини, при което на всеки слой от едната страна на пукнатината съответства такъв от другата страна. Характерна е за скали от хидротермални находища.[1][7][9][11]
- Лещовидна – Характеризира се с наличието на паралелно ориентирани големи или малки, плътни или плоски лещовидни участъци, състоящи се от твърди минерали (кварц, фелдшпат, гранат), потънали в по-финозърнеста и по-пластична маса, обикновено обогатена с пластовидни или иглени минерали (слюда, хлорит, талк и т.н.).[22] Лещите обикновено са ориентирани успоредно на шистозността на скалите. Образува се в случаите, когато рудните агрегати, под формата на слоеве или ленти, се пресоват или постепенно се вклинват по протежение на натиска. Нейна разновидност е очната текстура, която е характерна за утаечните скали. Характерна е за седиментните и метаморфни скали.[7][11]
- Миндална (бадемова, миндалнокаменна, аминдалоидна) – Частен случай на плътната текстура.[4] На големи дълбочини и под голям натиск, порьозността на скалите изчезва и празнините се запълват. Най-често това става с вторичен материал.[8] Кухините могат да бъдат запълнени от един минерал (например хлорит, карбонати, кварц, халцедон), два, три или повече. Тогава те имат концентрично-зонална структура – стените на празнините са съставени от един минерал, а централните части от други.[23] Характерна е за магмени и метаморфни скали.[5]
- Петниста – Образува се при неправилно, петнисто разпределение на минералите в скалите. Среща се в метаморфизирани кластични скали, включително туфи. По време на метаморфизма може да се образува поради свиването на финодиспергирано вещество, което първоначално е равномерно разпределено в скалата. Наблюдава се например по време на свиване на въглеродни частици, най-фините люспи на хлорит и серицит в екзоконтактни зони на интрузията. Екзоконтактни са зоните, в които промените са извършени във вместващите скали.[8] Може да се срещне и при магмени скали, където е извършена избирателна метасоматоза или отделни рудни агрегати са обособени сред нерудна маса. Съотношението на впръслеците и основната маса превишава 1:10. Размерът им по диагонала е по-голям от 1 см. Много близка е до впръснатата текстура, от която се отличава с по-малкото количество и по-дребните размери на впръслеците. Характерна особеност и за двете текстури е, че както впръслеците, така и минералите на основната маса са изкристализирали от един и същ разтвор. Характерна за скали с магмен и метасоматичен произход.[7][11]
- Прахова – Отнася се за много фино смляно, нецементирано минерално вещество, състоящо се от фрагменти с различни форми и състави. Нейна разновидност е землистата текстура.[9]
- Флуидна – Може да се види при ефузивните скали и напомня отчасти линейната текстура на кристалинните шисти. При тези, които съдържат призматични минерали, зърната, микролитите и кристалите са подредени по посока на потока на движение на лавата. Възниква при движението и застиването на лава с голям вискозитет. При скалите с такава текстура често се наблюдава най-фино преплитане на цветни ивици от вулканично стъкло. Там, където минералите са изометрични, образувани при същите условия на втвърдяване на магмата, посоката на течение не е ясна. Понякога тази текстура се запазва в метаморфни скали с нисък стадий на метаморфизъм.[8] Вариант при тях е динамофлуидната текстура, при която минералите са ориентирани в една посока, успоредна на общата дължина на скалите и са създадена под влияние на натиск.[24]